# Anna Camp
Anna Ragsdale Campski (Aiken (Carolina do Sul), 27 de setembro de 1982), mais conhecida como Anna Camp, é uma atriz e cantora americana.
Ela é conhecida por seu papel como Sarah Newlin em True Blood, e seus papéis recorrentes em Mad Men (2010), The Good Wife (2011-2012), e O Projeto de Mindy. Camp fez sua estreia na Broadway na produção de 2008 A Casa de campo e também interpretou Jill Mason na Broadway renascimento de 2008 Equus. Em 2012 ela foi nomeada para um Drama Desk Award por sua atuação na Off-Broadway jogar Todos novas pessoas. No filme, ela é conhecida por seus papéis como Jolene French em The Help (2011) e Aubrey Posen em Pitch Perfect (2012) e Pitch Perfect 2 (2015).

## Biografia
Camp nasceu em Aiken, Carolina do Sul. Sua mãe, Dee, era uma voluntária do Partido Democrata, e seu pai, Thomas Sewell Campski, um executivo do banco. Tem ascendência eslovaca por parte de seu pai, e russa e russa-judaica.

### Filmes
| Ano  | Título                   | Papel                     | Notas                                       |
| ---- | ------------------------ | ------------------------- | ------------------------------------------- |
| 2007 | And Then Came Love       | Kikki                     |                                             |
| 2007 | Reinventing the Wheelers | Meg Wheeler               |                                             |
| 2008 | Pretty Bird              | Becca French              |                                             |
| 2008 | Just Make Believe        | Kristin                   |                                             |
| 2009 | 8 Easy Steps             | Laura                     |                                             |
| 2010 | Bottleworld              | Chrissy                   |                                             |
| 2011 | The Help                 | Jolene French             | Satellite Awards de Melhor Elenco em cinema |
| 2012 | Forgetting the Girl      | Adrienne Gilcrest         |                                             |
| 2012 | Pitch Perfect            | Aubrey Posen              |                                             |
| 2013 | Sequin Raze              | Jessica                   |                                             |
| 2014 | Autumn Wanderer          | Sara                      |                                             |
| 2014 | Damaged Goods            | Nicole                    |                                             |
| 2014 | Goodbye to All That      | Debbie Spengler           |                                             |
| 2014 | The Oven                 | Sally Butler              |                                             |
| 2015 | Pitch Perfect 2          | Aubrey Posen              |                                             |
| 2015 | Caught                   | Sabrina                   |                                             |
| 2016 | Café Society             | Candy Rose Jeannie Berlin |                                             |
| 2017 | 1 Night                  | Elizabeth                 |                                             |
| 2017 | Pitch Perfect 3          | Aubrey Posen              |                                             |
| 2020 | Desperados               | Brooke                    |                                             |

### Televisão
| Ano       | Título                                     | Papel                    | Notas                                                  |
| --------- | ------------------------------------------ | ------------------------ | ------------------------------------------------------ |
| 2008      | Cashmere Mafia                             | Brooke Adaire            | episódio: "Pilot"                                      |
| 2009      | The Office                                 | Penny Beesly             | 2 episódios                                            |
| 2009      | Glee                                       | Candace Dystra           | 1 episódio: "Sectionals"                               |
| 2009-2014 | True Blood                                 | Sarah Newlin             | 23 episódios                                           |
| 2010      | Numbers                                    | Siouxsie Dark            | episódio "Devil Girl"                                  |
| 2010      | Covert Affairs                             | Ashley Briggs            | Episode: "Houses of the Holy"                          |
| 2010      | Mad Men                                    | Bethany Van Nuys         | 3 episódios                                            |
| 2011      | I Hate That I Love You                     | Sarah                    | Television film                                        |
| 2011      | Romantically Challenged                    | Erin                     | episódio: "Perry Dates His Assistant"                  |
| 2011      | Love Bites                                 | Prudence                 | episódio "Stand and Deliver"                           |
| 2011-2012 | The Good Wife                              | Caitlin d'Arcy           | 8 episódios                                            |
| 2012      | House of Lies                              | Rachel Norbert           | episódio "The Gods of Dangerous Financial Instruments" |
| 2012-2013 | The Mindy Project                          | Gwen Grandy              | 13 episódios                                           |
| 2013      | Vegas                                      | Violet Mills             | 4 episódios                                            |
| 2013      | Super Fun Night                            | Felicity                 | piloto                                                 |
| 2013      | How I Met Your Mother                      | Cassie                   | 2 episódios                                            |
| 2013      | Ground Floor                               | Heather Doyle            | episódio: "Woman on Top"                               |
| 2014      | The League                                 | Penny                    | episódio: "The Heavenly Fouler"                        |
| 2014      | Sofia the First: The Curse of Princess Ivy | Princess Ivy             |                                                        |
| 2015      | Unbreakable Kimmy Schmidt                  | Deirdre Robespierre      |                                                        |
| 2016      | Good Girls Revolt                          | Jane Hollander           |                                                        |
| 2019      | Perfect Harmony                            | Ginny                    |                                                        |
| 2025      | You                                        | Raegan e Maddie Lockwood |                                                        |